# Kristín Marja Baldursdóttir
Kristín Marja Baldursdóttir (født 21. januar 1949 i Hafnarfjörður) er en islandsk forfatter.
Baldursdóttir blev uddannet folkeskolelærer i 1970 og senere bachelor i i tysk og islandsk fra Islands Universitet i 1991. Hun studerede desuden i Danmark og Tyskland. Fra 1975 til 1988 arbejdede hun som folkeskolelærer, og frem til 1995 arbejdede hun som journalist ved Morgunblaðið.
Hun debuterede som forfatter med romanen Mávahlátur (Mågelatter) i 1995. Bogen udkom på dansk i 2003 og er tillige både filmatiseret og dramamtiseret. I 2006 blev hendes roman Karitas án titils (Karitas uden titel) nomineret til Nordisk Råds Litteraturpris. 
Baldursdóttirs værker er udover dansk oversat til tysk, fransk, nederlandsk, svensk og norsk.